# Ibn Túmart
Muhàmmad ibn Túmart —àrab: محمد بن تومرت, Muḥammad b. Tūmart— (Igilliz, vers 1078/1081 - Tinmal, agost del 1130), autoproclamat el mahdí, fou el fundador del moviment almohade.
Era un amazic originari de fraccions tribals dels masmuda. El 1106 va abandonar el seu lloc de naixement, les muntanyes de l'Anti Atles i se'n va anar a Còrdova on va passar un any. Després va anar a Alexandria, la Meca i Bagdad.
Vers el 1116/1117 va retornar a Ifríqiya i el Magrib on va començar a predicar una observança religiosa estricte; els seus coneixement i la seva pietat el feien un centre d'atracció per molts habitants de les muntanyes i als pobles trobava un auditori atent. Un dels seus primers deixebles sinó el primer, fou Abu-Bakr ibn Alí as-Sanhají conegut com al-Bàydhaq, que se li va unir pel camí, segurament a Tunis. A Mallala, prop de Bugia, es va trobar amb Abd-al-Mumin ibn Alí i es va produir la unió entre el magnetisme personal d'Ibn Tumart i el geni organitzatiu i militar d'Abd-al-Mumin. Quan va arribar al Marroc, Ibn Tumart es va trobar amb el mateix soldà almoràvit Alí ibn Yússuf, al que criticava per l'abandonament dels principis religiosos, i que va organitzar un debat entre Ibn Tumart i un grup de mestres religiosos; Ibn Tumar va guanyar el debat; els mestres religiosos es van dividir en dos bàndols: uns que el consideraven un perill pel règim i demanaven la seva execució i els altres que deien que no se li podia fer res perquè no era culpable de cap crim contra la xara; mentre Alí ibn Yússuf dubtava, el cap del segon grup, Yintan ibn Umar, va agafar a Ibn Túmart sota la seva protecció i el va fer retirar a Aghmat. Allí també es van produir disturbis a causa de les seves predicacions.
Fins aleshores Ibn Túmart no encapçalava un moviment organitzat d'oposició al règim, sinó un sistema de pràctica religiosa personal que no implicava altra gent que els que voluntàriament el volia seguir. Però els disturbis a Aghmat van alertar a Ali ibn Yusuf que va ordenar agafar a Ibn Tumart i portar-lo a Marràqueix. Quan el predicador va refusar acompanyar als enviats d'Ali, es va trobar de fet en rebel·lió. Poc abans havia obtingut el suport d'Ismail Igig, cap de la tribu Hazardja, i d'Umar Inti i Yusuf ibn Wanudin, caps dels Hintata, i això el va convertir sobtadament en el cap d'una força tribal militar important, unida més per la seva oposició als almoràvits que per la pràctica religiosa d'Ibn Tumart. Aquest es va dirigir a la seva vila natal d'Igilliz el 1121 i es va instal·lar en una cova (al-Ghar al-mukaddas, no identificada) i va començar a predicar la imminent aparició del mahdí al Magrib. Finalment en un discurs davant les tribus on va detallar les característiques del mahdi, Abd-al-Mumin i nou homes més es van acostar i el primer va dir:
| « | Aquests signes no es troben en ningú més que en tu. Tu ets el mahdí. | » |

Així fou aclamat i se li va jurar fidelitat.
Els dos anys següents va ser de lluites amb els almoràvits i la major part de l'anti Atles i el Sus va passar a mans dels seguidors d'Ibn Túmart, al que donaven suport totes les tribus masmudes. Però quan els almoràvits, alarmats, van enviar un exèrcit poderós, Ibn Tumart es va traslladar (emigrar segons la terminologia del moviment) a Tinmallal o Tinmal (1123) a la vall del Nfis a uns 75 km al sud-sud-oest de Marràqueix. Els habitants de la regió foren exterminats i substituïts per seguidors del mahdi.
En els següents anys els seus seguidors es van dedicar a consolidar la seva obra estenent el poder almohade aprofitant els problemes que els almoràvits tenien a l'Àndalus. No obstant el grup dels masmuda estava molt fragmentat en tribus geloses una de l'altra, i encara que totes les tribus (de tots els grups) de les muntanyes eren contràries als almoràvits i, per tant, donaven suport als almohades, no tenien una bona cohesió entre elles. El 1128/1129 va començar el tamyiz, l'eliminació sistemàtica de tots els dissidents i l'articulació d'una direcció de deu líders.
Sigui per distreure els pensaments de la repressió o perquè aquesta havia fet forts i cohesionats als almohades, finalment Ibn Tumart va decidir la conquesta de Marràqueix amb un exèrcit dirigit per Baixir al-Wanxarissí. La capital almoràvit fou assetjada durant sis setmanes (1130) sense èxit i finalment els almohades foren derrotats a la batalla de al-Buhayra a mitjan any 1130, en la qual van morir cinc dels deu líders. Un parell de mesos després (a l'agost) va morir el Mahdi i en aquesta situació la seva mort fou amagada durant tres anys fins que el 1132 fou proclamat Abda-al-Mumin ibn Alí.